# Coamix
Coamix Co., Ltd. (株式会社コアミックス?, Kabushiki-gaisha Koamikkusu) è una casa editrice giapponese fondata il 14 giugno 2000 da Nobuhiko Horie, ex redattore capo di Weekly Shōnen Jump, insieme ai mangaka Tetsuo Hara, Tsukasa Hojo e Ryuji Tsugihara. L'azienda ha sede a Kichijoji, Tokyo, con una seconda sede a Takamori, nella prefettura di Kumamoto.

## Storia
Coamix è stata fondata con l'obiettivo di creare un ambiente favorevole alla produzione di manga e al supporto degli artisti. Nel 2001, ha avviato la pubblicazione di Weekly Comic Bunch in collaborazione con Shinchosha, introducendo serie di successo come Souten no Ken di Tetsuo Hara e Angel Heart di Tsukasa Hojo. Nel 2004, ha fondato North Stars Pictures Co., Ltd., una società dedicata alla gestione dei diritti d'autore e alla produzione di anime.
Nel 2010, dopo la chiusura di Weekly Comic Bunch, Coamix ha iniziato la pubblicazione di Monthly Comic Zenon in collaborazione con Tokuma Shoten. A partire dal 2012, ha lanciato il concorso internazionale Silent Manga Audition, volto a promuovere la narrazione manga attraverso la produzione di storie senza dialoghi. Lo stesso anno ha introdotto Web Comic Zenyon, una piattaforma digitale per la pubblicazione di manga online.
Nel 2017, ha sviluppato Manga Hot, un'applicazione per smartphone che offre accesso a un ampio catalogo di manga. Nel 2018, ha fondato Kumamoto Coamix e aperto il Coamix Manga Lab a Kumamoto, con l'obiettivo di incentivare la crescita di nuovi talenti. Nel 2020, Coamix ha assorbito North Stars Pictures Co., Ltd. e ha avviato la compagnia teatrale 096k Kumamoto Revue Company, dedicata all'adattamento teatrale dei manga. La stessa espansione ha portato all'inaugurazione di una seconda sede a Takamori, con la creazione del Villaggio degli Artisti (Artist Village Aso 096 Ward).
Nel 2021, Coamix ha firmato un accordo con la città di Takamori per istituire un dipartimento di manga presso la scuola superiore locale. Le lezioni hanno avuto inizio nel 2023, rafforzando l'impegno dell'azienda nella formazione di nuovi talenti.

## Attività principali
Coamix è attiva nella pubblicazione di manga, nella gestione delle licenze e nella promozione culturale del settore. Le sue attività includono:
- Pubblicazione di riviste e contenuti digitali, tra cui Monthly Comic Zenon, Web Comic Zenyon, Comic Tatan e Manga Hot[3].
- Organizzazione del concorso Silent Manga Audition per incentivare la diffusione della narrazione manga[7].
- Pubblicazione della rivista SMAC! (Silent Manga Audition Community), un'iniziativa legata al concorso che presenta interviste, tutorial e approfondimenti sul manga[7].
- Formazione di artisti attraverso collaborazioni educative, in particolare con la scuola superiore di Takamori.[8]
- Promozione della cultura manga tramite la Galleria Zenon, uno spazio espositivo per opere originali[3].
- Produzione teatrale con la 096k Kumamoto Revue Company[3].
- pmCreazione del Villaggio degli Artisti Aso 096 Ward per lo sviluppo di talenti[9].
- Ricerca su come la lettura dei manga influisce sulle emozioni e sul cervello, con lo sviluppo di un sistema per suggerire titoli in modo personalizzato[3]. L'azienda è anche coinvolta in progetti di media mix, tra cui adattamenti anime, drama, videogiochi e merchandise basati sui titoli pubblicati[5].

## Pubblicazioni
Questa lista è suscettibile di variazioni e potrebbe essere incompleta o non aggiornata.

- Akihabara@Deep
- Amnesiac Kid'z
- Angel Heart (spin-off di City Hunter)
- Arte
- Btooom!
- Brave Story
- Chiruran: Shinsengumi Requiem *(voce non disponibile)*
- Hiru
- Ikusa no Ko – La leggenda di Oda Nobunaga
- Fist of the Blue Sky (prequel di Ken il guerriero)
- Record of Ragnarok
- Wakako-zake